# Campionat britànic de trial 1978
La temporada de 1978 del Campionat britànic de trial fou la 29a edició d'aquest campionat, organitzat per l'ACU. El calendari oficial constava de 9 proves puntuables.

## Classificació final
| Posició | Pilot            | Motocicleta | Punts |
| ------- | ---------------- | ----------- | ----- |
| 1       | Martin Lampkin   | Bultaco     | 104   |
| 2       | Rob Shepherd     | Honda       | 104   |
| 3       | Malcolm Rathmell | Suzuki      | 95    |
| 4       | Mick Andrews     | Yamaha/OSSA | 53    |
| 5       | Nigel Birkett    | Montesa     | 44    |
| 6       | John Reynolds    | SWM         | 28    |
| 7       | Dave Thorpe      | Bultaco     | 27    |
| 8       | Norman Shepherd  | Bultaco     | 25    |
| 9       | John Metcalfe    | Bultaco     | 22    |
| 10      | Alan Lampkin     | Bultaco     | 13    |